# نبرد بیشاپور
نبردِ بیشاپور در خلال حملهٔ اعراب مسلمان به ایران و در استان فارس کنونی رخ داد. در نتیجهٔ این جنگ، بیشاپور به تصرف اعراب درآمد. پس از ورود نیروهای عرب از بصره، بیشاپور محاصره گشت و پس از چند هفته، محاصره با موفقیت به پایان رسید و شهر به کنترل اعراب افتاد. پس از آن اعراب پیشروی به سوی کرمان را آغاز کردند.